# Подсвилье
Подсви́лье (бел. Падсвілле) — городской посёлок в Глубокском районе Витебской области Беларуси. Административный центр Подсвильского сельсовета. Население — 1 648 человек (на 1 января 2025 года).

## География
В 26 км от Глубокого, железнодорожная станция на линии Молодечно — Полоцк.

### Гидрография
Расположен на берегах озёр Алоизберг и Белое.

## Геральдика
Герб Подсвилья — в голубом поле испанского щита с серебряным опрокинутым острим три рыбы: одна в центре голубого, две по краям — серебряного цвета. Все рыбы всплывающие и изогнутые в виде растущего полумесяца.
Герб учрежден Указом Президента Республики Беларусь № 60 от 9 февраля 2004 года.

## История
Известен с 1793 как деревня Плисской волости Дисненского уезда. С прокладкой (в начале XX века) железной дороги Молодечно—Полоцк — железнодорожная станция. В 1921—1939 в составе Польши.
С 1939 года в БССР, в Плисском районе. В 1950—1962 гг. центр Плисского района. С 1958 года городской посёлок, с 25 декабря 1962 года в составе Глубокского района.

## Население

### Численность
- 2025 год — 1 648 жителей[2]

### Динамика
- 2016 год — 1 965 жителей[4]
- 2024 год — 1 669 жителей
- 2025 год — 1 648 жителей[2]

## Экономика
- ООО "Фишмен Пауэр"
- ДКУСП «Глубокская передвижная механизированная колонна −48»
- ГЛХУ «Двинская экспериментальная лесная база Института леса НАН Беларуси»

## Транспорт
В Подсвилье расположена железнодорожная станция на линии, связывающей Полоцк с одной стороны, и Крулевщизну и Молодечно - с другой.
Автомобильными дорогами местного значения поселок связан с соседними деревнями Голубичи и Плиса, а также с районным центром - городом Глубокое.

## Культура
- Музей ГУО "Подсвильская средняя школа Глубокского района"

## Достопримечательности
- Историческая застройка в т. н. "закопанском стиле"
- Кладбище польских солдат (1920-е)
- Могила М. Фальковского (1930)
- Костёл Сердца Иисуса (1990)
- Свято-Георгиевская церковь

### Утраченное наследие
- Костёл

## Галерея

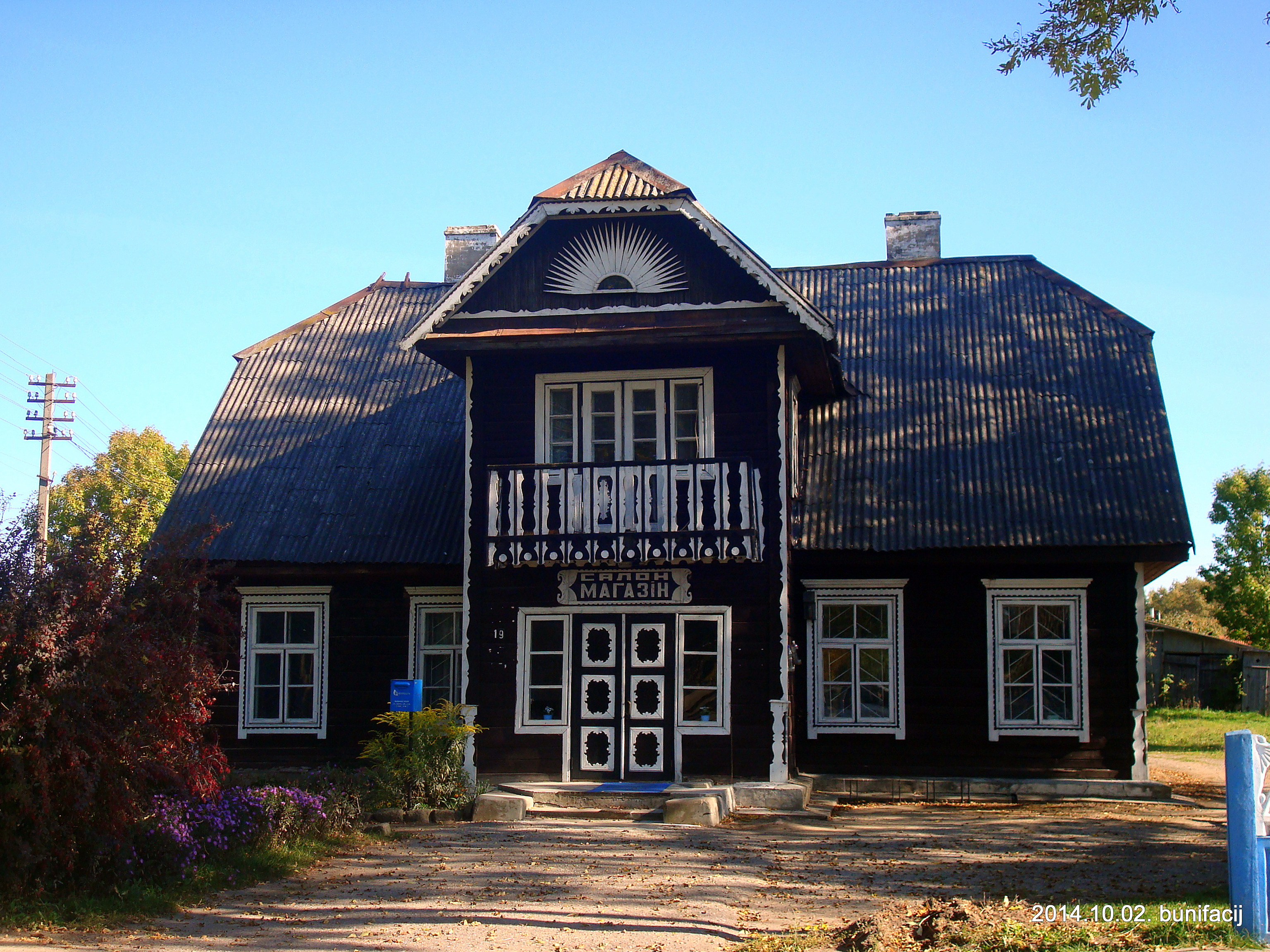
Дом
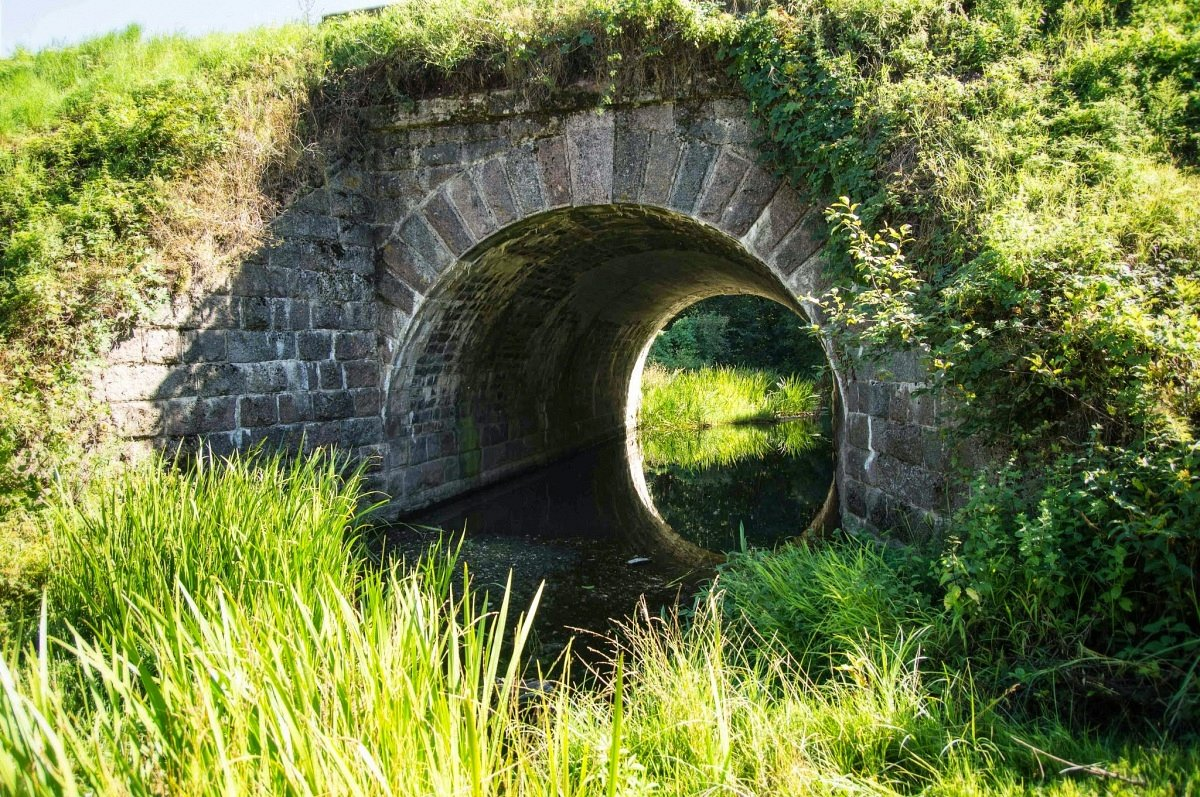
Мост между озёрами Алоизберг и Белое
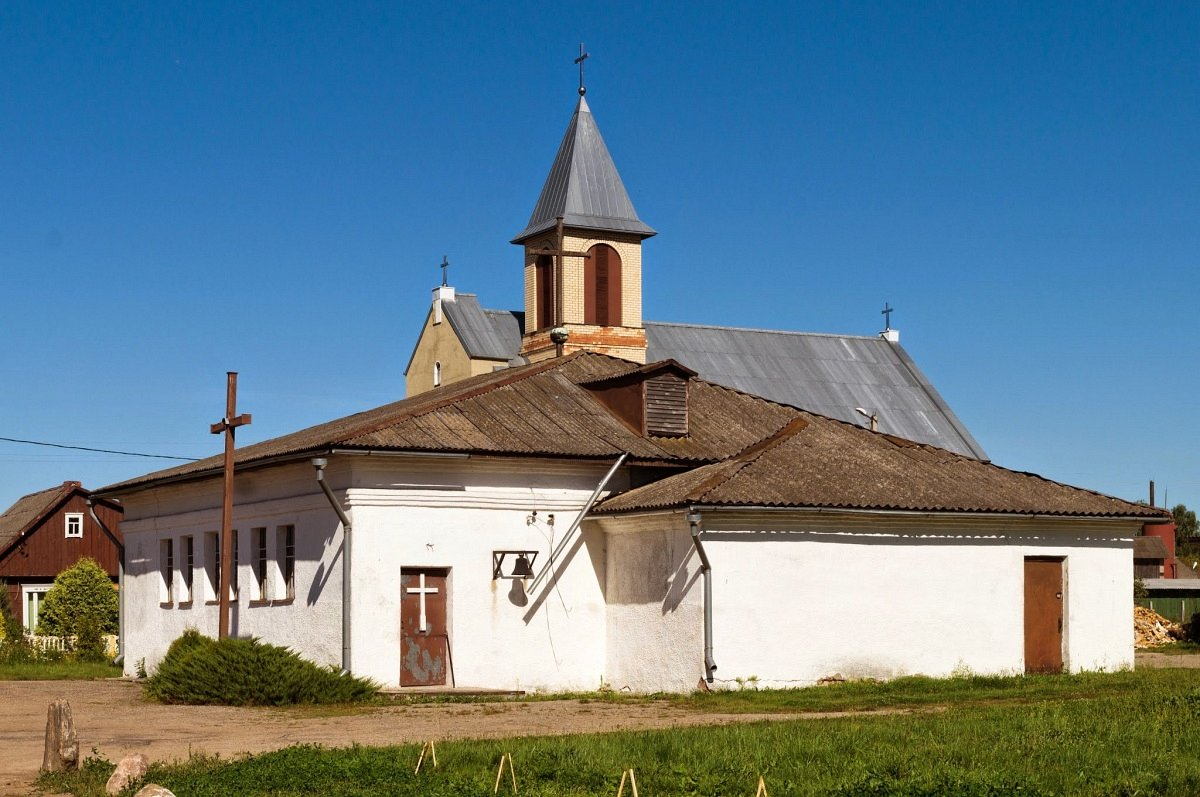
Часовый костёл
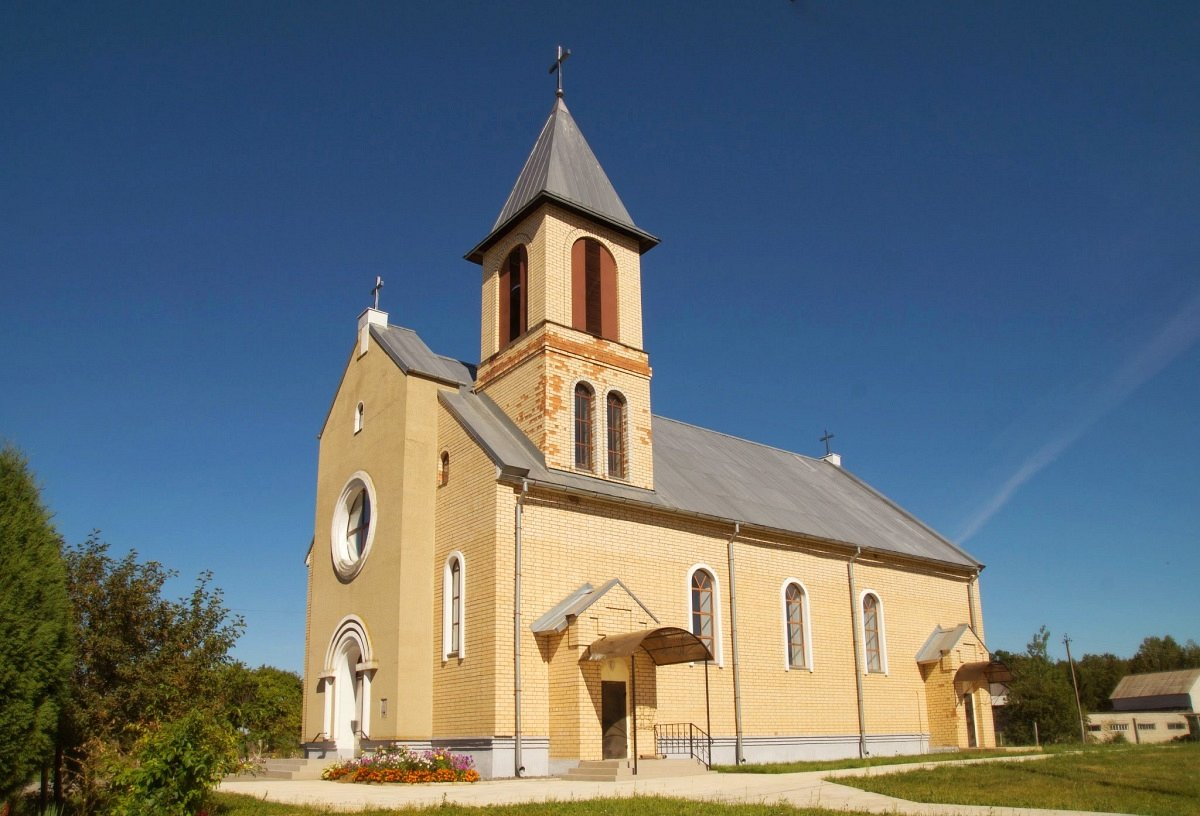
Костёл Сердце Иисуса